# Grüningen
Grüningen est une commune suisse du canton de Zurich, située dans le district de Hinwil.

## Histoire
La localité de Grüningen était à l'origine un bourg campagnard situé sur une hauteur. Fondée au début du XIIIe s. par les barons de Regensberg, elle est affiliée à Zurich dès 1408. D'anciennes traces permettent d'affirmer que le territoire de la commune était déjà colonisé au VIIIe s.

## Monuments et curiosités

Photo aérienne prise à 500 m par Walter Mittelholzer (1923).

- Le château de Grüningen[5] est un château-fort qui remonte au XIIIe s. et qui servit jusqu'en 1798 de résidence aux baillis zurichois. Une partie du bâtiment est détruite au XIXe s. Dans ses dimensions réduites, le château sert alors de presbytère. En 1970, un incendie endommage l'édifice qui abrite aujourd'hui une collection historique[6].
- L'église paroissiale réformée qui jouxte le château est un bâtiment à une nef de style néoclassique, construite en 1782-83 d'après des plans attribués à David Vogel[7]. Détruite lors de l'incendie de 1970, son intérieur a été réaménagé par Markus Dieterle en 1973.

## Distinctions
- La commune de Grüningen est distinguée par le Prix Wakker en 1976.
- La localité fait partie de l'association Les Plus Beaux Villages de Suisse depuis 2022.